# 2009年霹雳州宪政危机
2009年霹雳州宪政危机是指于2009年一系列发生在马来西亚霹雳州的宪政危机，其始于3位民联州立法议员跳槽到州反对党（国阵），民联因而无法掌控霹雳州议会过半议席进而导致霹雳州政府的运作陷入崩溃。时任霹雳州苏丹—苏丹阿兹兰沙随后拒绝了霹雳州务大臣莫哈末尼查贾玛鲁丁要求解散霹雳州议会并举行新选举的请求。相反，州反对党国阵在3位跳槽的民联州立法议员的支持下，组建霹雳州新政府。
国阵州政府的合法性和苏丹不解散州议会的决定随即遭到民联政治家的质疑。民联更是将此事件带上法院，质疑新任州务大臣赞比里的合法性。最终，联邦法院于2010年2月裁决赞比里是合法的州务大臣。

## 概观
霹雳州宪政危机始于国阵州立法议员的纳沙鲁丁宣布他跳槽到民联。然而，纳沙鲁丁再次跳槽回到国阵，而3位民联代表（分别为：州议会副议长许月凤、州行政议会高级成员伽玛努丁和奥斯曼）也同时宣布他们将退出民联成为独立人士，并支持国阵。随后，苏丹阿兹兰沙接见时任副首相纳吉·阿都拉萨（同时也是霹雳州国阵主席）。纳吉向苏丹阿兹兰沙声称国阵已在州议会得到了大多数民选代表的支持组建州政府，而苏丹阿兹兰沙则要求纳吉向他证明他占多数。与苏丹阿兹兰沙见面后，纳吉离开霹雳州王宫并在同一天晚些时候与31名当选的州立法议员一起觐见苏丹阿兹兰沙。所有31名州立法议员都告诉苏丹阿兹兰沙他们对民联州政府没有信心并支持国阵政府。在跳槽之前，民联有32名代表，而国阵只有27名代表。跳槽意味着该州有28名民联代表，28名国阵代表和3名独立代表。
在确认国阵拥有简单多数州立法议员的支持后，苏丹阿兹兰沙随即预先签署一封未注明日期的州务大臣辞职信（暗示莫哈末尼查贾玛鲁丁应自动辞职），并解除莫哈末尼查贾玛鲁丁身为州务大臣的一切权力。然而，该辞职信的合法性、州议会议长的权力和选举委员会的权力是这一宪政危机的主要问题。2009年5月11日，吉隆坡高等法院裁定苏丹在宪法上是不被允许开除州务大臣，而莫哈末尼查贾玛鲁丁一直是州政府的合法首领。然而在同年5月22日，上诉法院推翻了高等法院的裁决，并裁定已经宣誓就任霹雳州新任州务大臣和霹雳州议会议长是合法的。

## 州议员跳槽
2009年1月25日，当时国阵的主要组成成员—巫统的州立法议员纳沙鲁丁宣布决定退出巫统并加入人民公正党。民联领导人安华随后声称可能会有更多来自国阵的霹雳州立法议员和联邦国会议员跳槽到民联。莫哈末尼查贾玛鲁丁也暗示可能会有另外三名来自国阵的联邦国会议员跳槽到民联。纳沙鲁丁的跳槽激怒了当时的首相阿都拉巴达威，后者指责纳沙鲁丁身体虚弱，并声称纳沙鲁丁会跳槽到民联是因为纳沙鲁丁没被受委担任党高级党职。纳沙鲁丁随后反驳了阿都拉巴达威的声明并声称他的决定是他所代表的选民的意愿。
2009年1月30日，来自人民公正党的两名州议员（州行政议会高级成员伽玛努丁和奥斯曼）被指控贪污并失踪。来自民联的霹雳州议会议长西华古玛随后宣布伽玛努丁和奥斯曼所持的州议席空缺，并通知选举委员会启动补选程序。2009年2月2日，伽玛努丁和奥斯曼突然出现并宣布退出民联，成为独立议员，同时承诺支持国阵。选举委员会随后决定不听从议长的要求，并表示不会为伽玛努丁和奥斯曼所持有的州议席进行补选。
2009年2月3日，来自民联的霹雳州议会副议长许月凤于2009年2月3日宣布退出民联，成为独立议员，并支持国阵。莫哈末尼查贾玛鲁丁随后到霹雳州王宫觐见苏丹阿兹兰沙，要求苏丹阿兹兰沙御准解散霹雳州议会。纳吉则以霹雳州国阵主席的身份连同伽玛努丁和奥斯曼觐见苏丹阿兹兰沙，并称「他们希望霹雳州稳定」。随后，纳吉寻求苏丹阿兹兰沙的御准以让国阵组建新任霹雳州政府。

## 新任州政府成立
苏丹阿兹兰沙宣布他依据《霹雳州宪法》第18(2)(b)条文，确定莫哈末尼查贾玛鲁丁不再在州议会中得到多数州立法议员的支持后，拒绝莫哈末尼查贾玛鲁丁要求解散州议会的决定，并要求莫哈末尼查贾玛鲁丁及其行政议员立即辞职。来自民联的民主行动党顾问林吉祥指出，依据《霹雳州宪法》第16(6)条文，苏丹有义务根据州务大臣的建议采取行动，因此苏丹无权拒绝解散州议会。
莫哈末尼查贾玛鲁丁在得到民联领导人的支持下拒绝辞职，并引用民主理由，要求苏丹阿兹兰沙重新考虑解散州议会。警方封锁了霹雳州政府秘书处大楼，并要求莫哈末尼查贾玛鲁丁与他的行政议会成员离开该大楼。而苏丹阿兹兰沙随后宣布开除莫哈末尼查贾玛鲁丁的州务大臣一职，并指示赞比里组建新任霹雳州政府，而赞比里也于2009年2月6日，在霹雳州王宫宣誓成为新任霹雳州务大臣。
2009年2月6日，莫哈末尼查贾玛鲁丁和他的行政议会成员返回州政府办公室收拾他们的私人物品时，发现他们的办公室已被清理干净。莫哈末尼查贾玛鲁丁随即连同他的行政议会成员一起在州政府办公场举办了新闻发布会，但他们被州政府秘书命令离开。45分钟后，莫哈末尼查贾玛鲁丁在警察的护下离开了州政府办公室。马来西亚律师协会的一些成员为苏丹的决定辩护说：「苏丹殿下只是依据州宪法的条款行事」。而时任通讯与多媒体部长阿末沙比里声称莫哈末尼查贾玛鲁丁拒绝辞职是「背叛君主的行为」。
赞比里于当日下午4点8分正式宣誓成为新任霹雳州务大臣。这场保安严谨的宣誓典礼的出席者包括国阵的主要政治人物，其中也包括纳吉。民联的支持者在霹雳州王宫外聚集了许多人，以抗议赞比里的「非法」宣誓。安华随后通过声明表示莫哈末尼查贾玛鲁丁仍然是受到霹雳州宪法条款保障的州务大臣，并挑战赞比里宣誓成为新任州务大臣的合法性，这是因为霹雳州议会从未通过对莫哈末尼查贾玛鲁丁的不信任动议。即便赞比里已宣誓成为新任州务大臣，莫哈末尼查贾玛鲁丁和他的行政议会成员于2月7日返回到州务大臣官邸，并在官邸内签署了3项霹雳州新政策。

## 民联议员受阻出席议会
根据莫哈末尼查贾玛鲁丁的行政议会成员倪可汉的说法，霹雳州首席法律顾问阿末伽马曾经试图阻止州议会秘书向民联的州立法议员发送召开州议会紧急会议的通知信函。他提到阿末伽马的阻挠是在「藐视州议会」，应受到州议会惩罚。
由于民联的州立法议员被禁止进入州议会大楼，因此州议会议长西华古玛宣布州议会秘书处大楼的停车场为临时会议地点。而本次会议正巧在停车场的一棵树下召开，因此该树后来也被称为「民主树」。

## 1BLACKMalaysia 示威活动
净选盟（Bersih）敦促马来西亚人在2009年5月7日穿黑衣服，以抗议国阵政府「正在进行的霹雳州政变」。
It will be a peaceful but powerful message of civil disobedience: that we, the people, are the politicians' bosses and no politician defiant of public opinion can escape punishment at the next poll.
2009年5月5日，黄进发因发动「非法集会」与撰写多则文章而被警方逮捕。州议会所在的州秘书处大楼周围的安全措施非常紧张，警方于5月7日前一天晚上封锁了该地区的所有道路。警方也警告所有政党支持者不要穿黑色衣服并非法聚集在霹雳州议会大楼，从而制造紧张局势。然而这并没有阻止身着黑色衣服的民联支持者出现。甚至在州议会会议正式召开之前，警方就已经逮捕了数十名示威者。.

## 法律诉讼
来自民联的民主行动党主席兼日落洞国会议员卡巴星发出通知，称他将对苏丹阿兹兰沙和新的国阵州政府提起诉讼，要求他们在州宪法之外行事。这是因为自从霹雳州议会议长西华古玛宣布伽玛努丁和奥斯曼所持的州议席空缺，并通知选举委员会启动补选程序时，选举委员会已经裁定对伽玛努丁和奥斯曼所持席位的空缺表示怀疑，与两位议员的否认相矛盾，因而引发了《霹雳州宪法》第33(1)条的规定。
...if any question arises whether a member of the state Legislative Assembly has become disqualified for membership, the decision of the assembly shall be taken and shall be final.
此外，莫哈末尼查贾玛鲁丁也向吉隆坡高等法院提出诉讼，要求吉隆坡高等法院宣判赞比里的宣誓是违宪和非法的。

### 高等法院裁定赞比里的宣誓违宪
2009年5月11日，吉隆坡高等法院裁定，由于霹雳州议会没有通过对莫哈末尼查贾玛鲁丁的不信任动议，因此国阵组建的霹雳州新政府是「非法的」。此外，吉隆坡高等法院也裁定莫哈末尼查贾玛鲁丁仍然是霹雳州合法的州务大臣。霹雳州王储兼摄政王納茲林沙也认为应举行新的州选举，产生出新的霹雳州立法议员和州政府。
当天晚上，莫哈末尼查贾玛鲁丁召开行政议会会议，并在会议上宣布开除州政府首席秘书和州政府首席法律顾问。他也以合法州务大臣的身份宣布于5月7日由赞比里所召开的州议会会议无效。言外之意，这将阻止由国阵任命的新州议会议长召开新会议。
2009年5月12日，赞布里就吉隆坡高等法院的裁决向上诉法院提出上诉，而上诉法院也同意暂缓执行吉隆坡高等法院判决（stay on execution），允许他暂时保留州务大臣的职位，直至上诉结果出炉为止。

### 上诉法院推翻高等法院的判决
上诉法院推翻了吉隆坡高等法院的裁决，并裁定赞布里是合法的州务大臣。2010年2月，联邦法院五司以5-0一直裁定维持上诉法院的判决。联邦法院为最高终审法院，而联邦法院的裁决也意味着2009年霹雳州宪法危机正式结束。民联领导人别无选择，只能遵守联邦法院的裁决。